# Lepanthopsis vinacea
Lepanthopsis vinacea är en orkidéart som beskrevs av Charles Schweinfurth. Lepanthopsis vinacea ingår i släktet Lepanthopsis och familjen orkidéer. Inga underarter finns listade i Catalogue of Life.